# 唇唇欲動 (梅根·崔娜歌曲)
〈唇唇欲动〉是美國創作歌手梅根·崔娜的歌曲，收錄在她首張大廠牌錄音室專輯《招牌金曲》中，由崔娜和製作人凱文·卡迪什創作，於2014年10月15日由史诗唱片在MTV新聞首播，6天後在美國當代流行電台作專輯第2支單曲釋出。〈唇唇欲动〉是首有女團旋律、泡泡糖流行副歌，更帶點復古的嘟·喔普和流行歌曲。雖說靈感來自崔娜和廠牌的矛盾，但樂評人卻稱歌曲是歌手發現男友劈腿後和他分手。
樂評認為歌曲風格和崔娜的首發單曲〈棉花糖女孩〉十分相像，當中曲調被稱讚琅琅上口，但歌詞慘遭批評。〈唇唇欲动〉在美國《告示牌》百强单曲榜取得第4位，並獲美國唱片業協會認證為4白金唱片，更在澳洲、加拿大、紐西蘭和英國拿下前10名和白金認證的好成績。菲利普·安德爾曼執導歌曲音樂錄影帶，影片是科技公司惠普的委託作品，並首次全數引入網路紅人，主要圍繞拍攝幕後現場。崔娜曾在《今天》、美國好聲音和與星共舞演唱〈唇唇欲动〉，也在她自己舉辦的棉花糖女孩巡迴演唱會、M火車巡迴演唱會和不能觸碰巡迴演唱會表演此曲。

## 背景

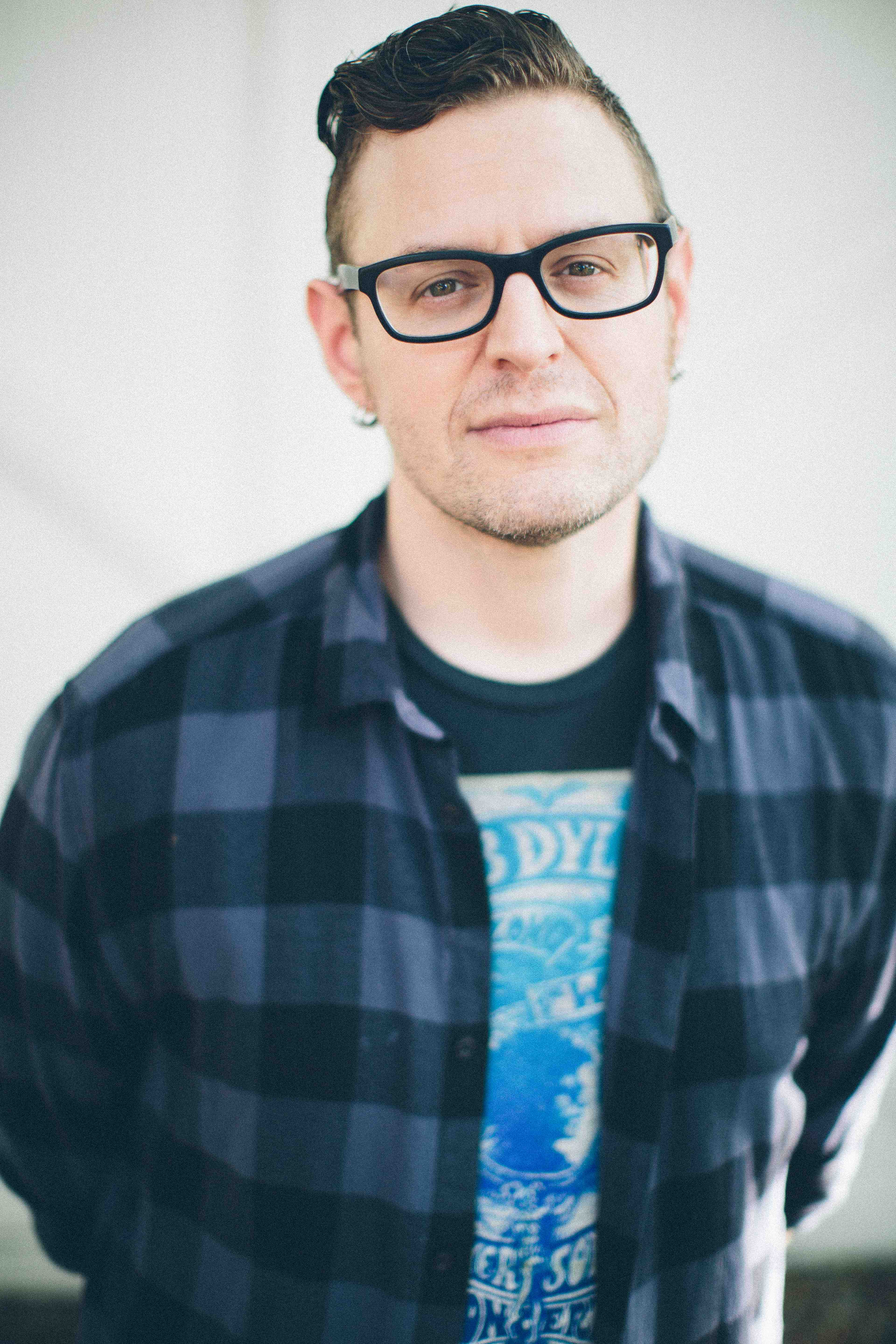
凱文·卡迪什參與製作和創作〈唇唇欲动〉

2013年6月，在崔娜廠牌大黃狗音樂（Big Yellow Dog Music）共同所有人卡拉·華萊士（Carla Wallace）的請求下，美國詞曲作家凱文·卡迪什和歌手見面，他十分喜歡崔娜的聲音，於是與她預約了門寫作課。他們5個月後將兩人創作的歌曲〈棉花糖女孩〉送到不同的廠牌，介於當時較流行合成器流行，所以這種嘟·喔普和流行作品遭到拒絕。史詩唱片主席L·A·瑞德聽到這首歌後鼓勵崔娜自己錄製，之後她於2014年簽入該廠牌，同年6月將〈棉花糖女孩〉以首發單曲釋出。歌曲在58個國家奪冠，全球賣出1100萬首。
〈棉花糖女孩〉取得成功後，崔娜的A&R提議她和卡迪什一起創作更多歌。卡迪什在她首張大廠牌錄音室專輯《招牌金曲》製作8首歌，創作7首歌，當中包括〈唇唇欲动〉。專輯初步完成後，兩人進錄音室決定多合作一天，崔娜在卡迪什的耳機無意聽到純樂器的〈唇唇欲动〉，堅持得在當天為它寫詞，而卡迪什一想到「I know you're lying, your lips are moving」（大意：當你唇唇欲動，我知道你在騙我），崔娜馬上唱出正歌，整個作詞過程只用了8分鐘。在2014年的訪問中，卡迪什談起與歌手創作時充滿愛意地表示：「我倆創作歌曲時，在音感上幾乎像共享了同個腦子。我和其他人合作時從沒遇過（這種情況）」。

## 詞曲
〈唇唇欲动〉全長3分01秒。卡迪什在田纳西州諾倫斯維爾馬車房工作室（Carriage House studio）製作、策劃和混音歌曲，同時演奏原聲貝斯、上低音薩氏管、鼓、吉他和鋼琴，而大衛·巴倫（David Baron）則彈奏管風琴。戴夫·卡奇（Dave Kutch）在紐約母帶皇宮（Mastering Palace）製作母帶。
崔娜接受《田納西人日報》訪問時坦承〈唇唇欲动〉和〈棉花糖女孩〉遵循相同的創作公式，而《偏鋒》的亞歷克薩·坎普（Alexa Camp）稱它有著「回顧嘟·喔普之意、女團旋律和泡泡糖流行副歌」。〈唇唇欲动〉的掌聲讓作品成為帶有復古感的嘟·喔普和流行歌曲，而後副歌的反覆吟唱和歌詞「I gave you bass/You gave me sweet talk.」（大意：我給你大屁股/你給出甜言蜜語）讓人聯想起〈棉花糖女孩〉。歌曲響起薩氏管顫抖聲時，崔娜裝出美國南方腔，AllMusic的史蒂芬·托馬斯·艾爾維恩因此稱它是摩城出的彈跳音樂。
卡迪什表示〈唇唇欲动〉的歌詞是出自崔娜對廠牌的不滿，但《田納西人日報》的戴夫·保爾森（Dave Paulson）和MTV新聞的克里斯蒂娜·加里波第（Christina Garibaldi）卻認為曲目是歌手被劈腿後與男友分手，卡迪什也接受這種解釋。

## 發行
2014年9月，MTV新聞報導〈唇唇欲动〉將會是《招牌金曲》第二支單曲。事源卡迪什去紐約見瑞德，表示遺憾沒讓〈唇唇欲动〉在崔娜首張迷你專輯《招牌金曲》推出當月準備好，要不是就可能做後續單曲發行。瑞德在會議上宣布會將曲目取代〈愛的名份〉作第二支單曲，卡迪什因此說：「我知道這首歌會被更好地對待。」
2014年10月14日，〈唇唇欲动〉在手機程式Shazam短暫出現，隔天與宣傳品在MTV新聞首播。史詩唱片6天後將歌曲送至美國當代流行電台，並在多國以數位下載形式釋出。英國BBC廣播一台於2014年12月26日將歌曲循環播放，廠牌接著於2015年1月16日送它到義大利電台。在英國預購《招牌金曲》的人可以收聽〈唇唇欲动〉，而數位下載單曲則推遲到1月18日。索尼音樂分別於2014年12月30日和2015年1月13日在美國（百思買獨家發售）和德國以CD單曲形式發行。

## 專業評價
許多樂評人都將〈唇唇欲动〉與〈棉花糖女孩〉拿來比較。《洛杉磯時報》的邁克爾·伍德（Mikael Wood）認為它是〈棉花糖女孩〉十二個版本之一，很愉悅但十分煩人。《衝突》的愛麗絲·萊文（Alice Levine）表示專輯歌曲都是有著「流水線的自信」和假女權主題，但再這樣做就不新鮮了。《波士頓環球報》的赫什·馬克（Hirsh Marc）嘲笑〈唇唇欲动〉跟隨〈棉花糖女孩〉步伐，直寫崔娜根本是「竊取自己」的強盜。《Spin》的丹·維斯（Dan Weiss）批評歌詞，覺得跟騙子律師的老笑話差不多。《多倫多星報》的本·雷納（Ben Rayner）表示歌曲「被粉飾成蠻無聊的煽情作品」，而且「猛撞但又舒適的嘻哈基調（……）完全就是裝裝樣子」，他感覺它們只是嘗試讓崔娜的「老掉牙美學」變得時髦。
部分樂評人給出正面評價。《告示牌》的卡爾·威爾遜稱讚歌詞，表示它們證明崔娜「不只是曇花一現」，但總結歌曲還得冒著「做成『棉花糖女孩第二部分』」的風險。《今日美國》的布賴恩·曼斯菲爾德（Brian Mansfield）稱〈唇唇欲動〉比〈棉花糖女孩〉「更好」。加里波第形容它是歡快又朗朗上口的「女生頌歌」，《告示牌》另一名樂評人表示這首「樂觀又有活力」的歌帶著〈棉花糖女孩〉的相似之處會走向「偉大的成就」。安德魯·漢普（Andrew Hampp）表示〈唇唇欲動〉鞏固了崔娜在「自創流派『她·喔普』中自冕女王」。艾爾維恩表示它是專輯中最棒的歌曲，而且會讓觀眾接受崔娜「模仿和表演」的技巧。《芝加哥論壇報》的馬特·派斯（Matt Pais）覺得歌曲展示了崔娜的「多才多藝、自信、脆弱和聰明」。

## 商业成绩
2014年11月8日，〈唇唇欲動〉空降《告示牌》Hot 100第93位。2014年12月10日，歌曲以110,000萬次數位下載和780萬次串流從第13位跳到第8，是崔娜連續第二首前10作品。它在榜單第8周以賣出116,000萬首和800萬次串流爬到最高位置（第4位），崔娜因此成為《告示牌》百強單曲榜歷史上第5位首發單曲奪冠、第2支單曲拿前5的女藝人。單曲以超過400萬首串流媒體和實際銷量獲美國唱片業協會認證為4白金唱片。〈唇唇欲動〉在加拿大百強單曲榜最高爬到第7位，並獲加拿大音樂協會認證為雙白金唱片。
2014年12月21日，歌曲在英國單曲排行榜空降第89位，作單曲數位發行後於2015年1月25日上升到最高位置第50名，而英國唱片業協會認證〈唇唇欲動〉為白金唱片。歌曲在德國排在第10位，並被認證為金唱片。它在澳洲最高跃升至第3位，並被認證為4白金唱片。曲目同時在紐西蘭排到第5位，並被認證為白金唱片。〈唇唇欲動〉在蘇格蘭（第2位）、委內瑞拉（第2位）、捷克（第3位）、波蘭（第3位）、斯洛伐克（第4位）、愛爾蘭（第5位）、斯洛維尼亞（第5位）、西班牙（第5位）、奧地利（第6位）、荷蘭（第10位）、南非（第10位）等國家榜單拿下前10位的好成績。歌曲另外還在匈牙利（第18位）、瑞士（第18位）、挪威（第22位）、丹麥（第23位）和瑞典（第28位）拿下前30位。歌曲在瑞典获得了双白金唱片认证，在墨西哥和西班牙获得了白金唱片认证，在丹麦和意大利获得了金唱片认证。

## 音樂錄影帶

### 背景和概念
菲利普·安德爾曼執導〈唇唇欲動〉的音樂錄影帶，並在加州洛杉磯取景。2014年11月19日，影片在崔娜的Vevo帳戶首播。資訊科技公司惠普委託製作影片，並引入網路紅人，包括在社交媒體坐擁大量粉絲的演員、舞者和佈景師，讓它成為有史以來首部由Vine、Instagram和YouTube明星獨立創作的音樂錄影帶。
崔娜想要跟〈棉花糖女孩〉音樂錄影帶一樣有些「大而有趣的」東西，不想影片只是對男朋友大喊大叫。惠普和廣告公司180LA想到崔娜時就一直聯繫廠牌，希望幫忙製作一部音樂錄影帶來宣傳前者新推出的惠普星系列x360平板電腦。180LA的創意總監告訴《廣告週刊》之所以選擇崔娜，除了她的音樂完美符合「有趣、高能的商業活動」，還有可能會鼓舞網紅粉絲購買產品。惠普和崔娜負責挑選出演網紅，當中包括美國YouTuber萊莎·寇希、法國舞者Les Twins和美國舞者恰奇·岡薩雷斯。崔娜接受MTV新聞採訪時談到影片的概念：「充滿自信的我與舞者共舞，一起度過美好時光，並嘗試擺脫『噁，他又劈腿』的感覺」。她對此表示十分興奮，最後總結「它依舊感覺非常『梅根·崔娜』，這實在太棒了！」影片背景是拍攝現場的幕後花絮。音樂錄影帶經常置入x360平板電腦，開場時有作為電子場記板登場。

### 梗概

〈唇唇欲動〉的音樂錄影帶引入大量網紅。雅虎音乐的琳西·帕克將背景的大嘴唇與《洛基恐怖秀》海報的大嘴唇進行比較。

在音樂錄影帶中，身穿黑色皮夾克的崔娜在淡藍色背景前唱歌。隨後她和網紅在色彩鮮豔明亮的工作室共舞。崔娜化妝和穿衣過程在視覺呈現上沿用概念。整部影片都有出現嘴唇圖案，包括崔娜嘴唇的特寫、嘴唇形狀的耳環和太陽眼鏡，以及背景的大嘴唇，雅虎音乐的琳西·帕克將後者與海報的大嘴唇進行比較，歌手甚至後來躺在嘴唇形的沙發上。崔娜的其中一套衣服是印有兩隻貓臉的泡泡糖色裙子，MTV英國的邁克·佩爾（Mike Pell）將它和參加2014年MTV歐洲音樂大獎身穿的上衣相提並論。

### 反響
據報導，音樂錄影帶加強崔娜在社交媒體的影響力，其發行後激增百分之11的Twitter粉絲、百分之16的Facebook粉絲、百分之41.3的Instagram粉絲以及兩倍的Vine觀眾。漢普表示身為首部完全由網紅創作的音樂錄影帶，它的產生是「YouTube創作者領域的里程碑」。《加拿大商業》的詹姆斯·考恩（James Cowan）相信有人會認為無聊的惠普接觸網紅只不過嘗試讓自己變得時髦，當然可能有熱衷的觀眾稱此舉為「21世紀的置入技巧」，但最後還是指出這場贊助有限到如果沒人搜索就沒人注意到它。
佩爾就影片和〈棉花糖女孩〉的片段都有著明亮和朝氣蓬勃的場景，認為它延續了後者的主題。Fuse的希拉里·休斯（Hilary Hughes）認為〈唇唇欲動〉音樂錄影帶的風格比起〈棉花糖女孩〉發生轉變以及「實打實表達自己態度」，讓崔娜有更大膽的外觀，但還是保留了「厚臉皮和大眼睛的可愛氛圍」。帕克寫道崔娜的貓裝是種「時尚宣言」，絕對會引起軒然大波，而影片中過度使用嘴唇圖案很像崔娜在代言M.A.C.薇拉葛蘭系列脣膏。

## 現場演出

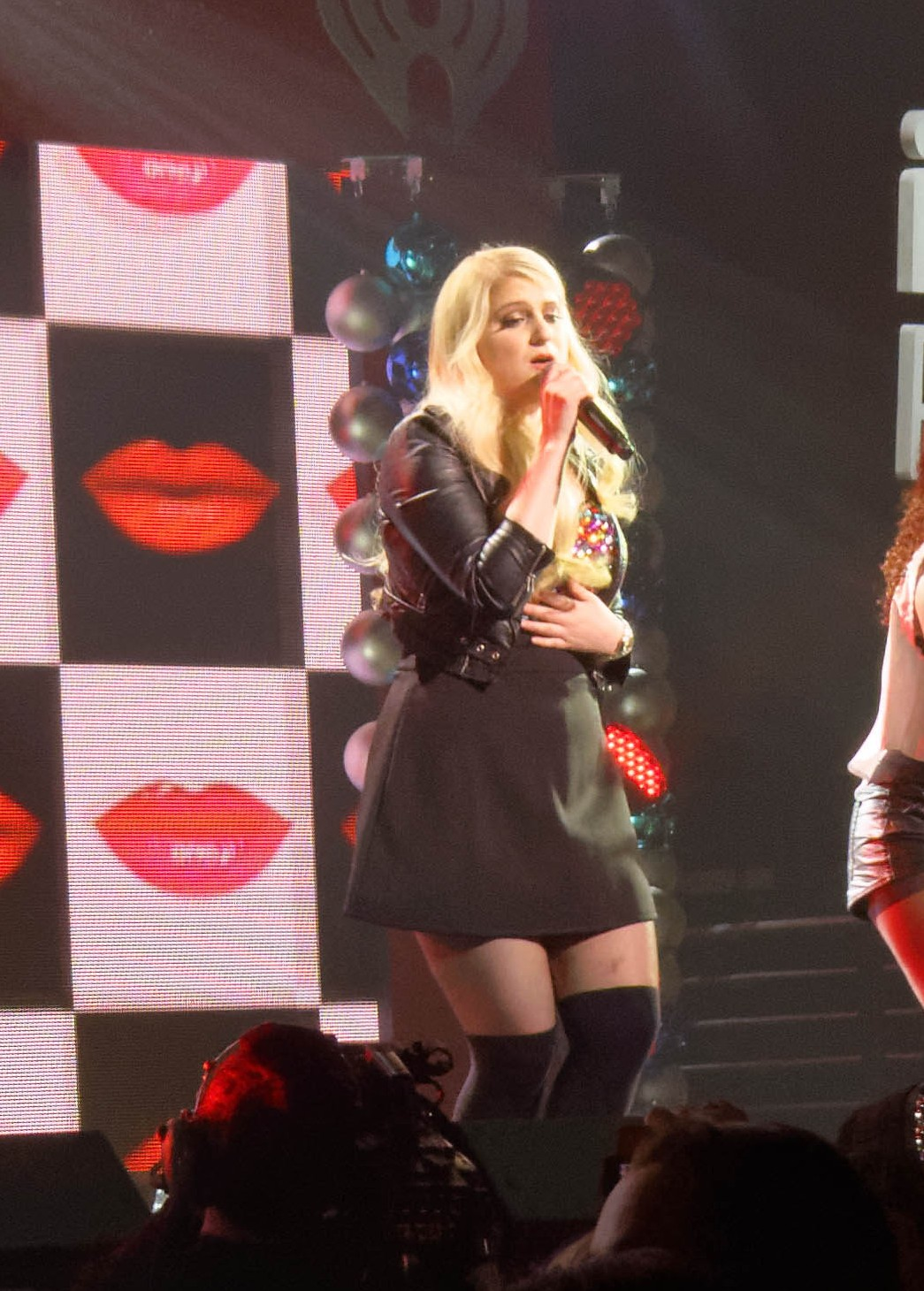
崔娜於2014年12月10日在2014年Jingle Ball巡迴演唱會演唱〈唇唇欲動〉

2014年11月5日，崔娜在全國廣播公司的《今天》現場演唱〈唇唇欲動〉，同時接受訪問和獲得塊認證獎章。同年11月27日，她在梅西感恩節大遊行的GoldieBlox花車演唱歌曲。崔娜在美國好聲音第7季決賽表演曲目，還在與星共舞第19季決賽演唱〈唇唇欲動〉和〈棉花糖女孩〉集成曲。2015年1月15日，崔娜在彈著吉他演唱原聲版〈唇唇欲動〉。歌手更在《今天》的2015年豐田演唱會系列和2016年花旗演唱會系列表演它。
〈唇唇欲動〉的現場版收錄在《2015年BBC廣播一台現場客廳》。崔娜還在2014年Jingle Ball巡迴演唱會、2015年夏日時光音樂會、她個人的棉花糖女孩巡迴演唱會、M火車巡迴演唱會和不能觸碰巡迴演唱會表演此曲。崔娜領銜2019年7月4日慶祝會費城歡迎美國節時有詮釋過這首歌。

## 曲目列表
- 數位下載[99]

1. 〈唇唇欲动〉 – 3:01

- CD單曲[30]

1. 〈唇唇欲动〉 – 3:03
2. 〈唇唇欲动〉（純樂器版） – 3:03

## 參與名單
名單來自《招牌金曲》內頁說明
地點
- 田纳西州諾倫斯維爾（英语：Nolensville, Tennessee）馬車房錄製、策劃、混音
- 紐約母帶皇宮製作母帶

人員
- 凱文·卡迪什 – 製作、詞曲創作、策劃、原聲貝斯、上低音薩氏管、鼓、吉他、鋼琴
- 梅根·崔娜 – 主唱、詞曲創作
- 大衛·巴倫 – 管風琴
- 戴夫·卡奇 – 製作母帶

## 榜單成績
| 排行榜（2014至2015年）                    | 最高 排名 |
| ----------------------------------------- | --------- |
| 澳大利亚（澳大利亚唱片业协会單曲榜）      | 3         |
| 奥地利（Ö3四十强单曲榜）                  | 6         |
| 比利时佛兰德（Ultratop五十强单曲榜）      | 33        |
| 比利时瓦隆（Ultratip榜外單曲榜）          | 3         |
| 加拿大（Canadian Hot 100）                | 7         |
| 加拿大（《告示牌》Canada AC）             | 5         |
| 加拿大（《告示牌》Canada CHR）            | 6         |
| 加拿大（《告示牌》Canada Hot AC）         | 4         |
| 捷克（電台百強單曲榜）                    | 3         |
| 捷克（百強數位單曲榜）                    | 7         |
| 丹麥（Hitlisten单曲榜）                   | 23        |
| 芬蘭（芬兰官方电台榜）                    | 21        |
| 歐洲（《告示牌》Euro Digital Song Sales） | 3         |
| 法国（法國唱片出版業公會單曲榜）          | 154       |
| 德国（德國官方單曲榜）                    | 10        |
| 匈牙利（四十强电台榜）                    | 2         |
| 匈牙利（四十強單曲榜）                    | 18        |
| 愛爾蘭（愛爾蘭唱片音樂協會单曲榜）        | 5         |
| 日本（Japan Hot 100）                     | 60        |
| 墨西哥（《告示牌》電台榜）                | 12        |
| 荷兰（荷蘭四十強單曲榜）                  | 10        |
| 荷兰（百强单曲榜）                        | 14        |
| 紐西蘭（紐西蘭唱片音樂協會）              | 5         |
| 挪威（世道單曲榜）                        | 22        |
| 波蘭（波蘭百大電台榜）                    | 3         |
| 蘇格蘭（官方榜单公司單曲榜）              | 2         |
| 斯洛伐克（電台百強單曲榜）                | 4         |
| 斯洛伐克（百強數位單曲榜）                | 11        |
| 斯洛維尼亞（斯洛維尼亞五十大單曲榜）      | 5         |
| 南非（非洲娛樂監測单曲榜）                | 10        |
| 西班牙（西班牙音樂製作協會）              | 5         |
| 瑞典（瑞典最熱榜）                        | 28        |
| 瑞士（瑞士热门音乐榜）                    | 18        |
| 英國（官方榜单公司單曲榜）                | 2         |
| 美国（《告示牌》百大單曲榜）              | 4         |
| 美國（《告示牌》成人當代單曲榜）          | 5         |
| 美國（《告示牌》Adult Pop Airplay）       | 3         |
| 美國（《告示牌》Dance/Mix Show Airplay）  | 12        |
| 美國（《告示牌》Latin Pop Airplay）       | 36        |
| 美國（《告示牌》Pop Airplay）             | 4         |
| 美國（《告示牌》Rhythmic Songs）          | 34        |
| 委內瑞拉（唱片報告）                      | 68        |
| 委內瑞拉（頂級流行音樂榜）                | 14        |
| 委內瑞拉（頂級英文歌曲榜）                | 2         |

| 排行榜（2014年）             | 排名 |
| ---------------------------- | ---- |
| 澳洲（澳洲唱片業協會單曲榜） | 64   |

| 排行榜（2015年）                     | 排名 |
| ------------------------------------ | ---- |
| 澳洲（澳洲唱片業協會單曲榜）         | 82   |
| 奧地利（Ö3四十大單曲榜）             | 66   |
| 加拿大（加拿大百大單曲榜）           | 34   |
| 德國（德國官方單曲榜）               | 68   |
| 匈牙利（四十大電台榜）               | 33   |
| 荷蘭（荷蘭四十大單曲榜）             | 55   |
| 荷蘭（百大單曲榜）                   | 97   |
| 波蘭（波蘭百大電台榜）               | 39   |
| 斯洛維尼亞（斯洛維尼亞五十大單曲榜） | 10   |
| 英國（官方榜單公司單曲榜）           | 73   |
| 美國（Billboard Hot 100）            | 22   |
| 美國（《告示牌》Adult Contemporary） | 12   |
| 美國（《告示牌》Adult Top 40）       | 21   |
| 美國（《告示牌》Mainstream Top 40）  | 31   |

| 排行榜（2016年）       | 排名 |
| ---------------------- | ---- |
| 匈牙利（四十大電台榜） | 93   |

## 认证与销量
| 地區                                                       | 认证    | 认证单位/销量 |
| ---------------------------------------------------------- | ------- | ------------- |
| 澳大利亚（澳大利亚唱片业协会）                             | 5× 白金 | 350,000‡      |
| 巴西（巴西唱片業協會）                                     | 3× 白金 | 180,000‡      |
| 加拿大（加拿大音乐协会）                                   | 3× 白金 | 240,000‡      |
| 丹麦（國際唱片業協會丹麥分會）                             | 金      | 30,000^       |
| 德国（聯邦音樂產業協會）                                   | 金      | 200,000‡      |
| 意大利（意大利音乐产业联盟）                               | 金      | 25,000‡       |
| 墨西哥（墨西哥音像製品協會）                               | 白金    | 60,000*       |
| 新西兰（新西兰唱片音乐协会）                               | 白金    | 15,000*       |
| 西班牙（西班牙音樂製作協會）                               | 白金    | 40,000‡       |
| 瑞典（瑞典唱片業協會）                                     | 2× 白金 | 80,000‡       |
| 英国（英国唱片业协会）                                     | 白金    | 600,000‡      |
| 美国（美國唱片業協會）                                     | 4× 白金 | 4,000,000‡    |
| *僅含認證的實際銷量 ^僅含認證的出貨量 ‡僅含認證的+實際銷量 |         |               |

## 發行歷史
| 地區   | 日期           | 形式         | 廠牌 |
| ------ | -------------- | ------------ | ---- |
| 奧地利 | 2014年10月21日 | 數位下載     | 史诗 |
| 德國   | 2014年10月21日 | 數位下載     | 史诗 |
| 瑞士   | 2014年10月21日 | 數位下載     | 史诗 |
| 美國   | 2014年10月21日 | 當代流行電台 | 史诗 |
| 英國   | 2014年12月26日 | 當代流行電台 | 史诗 |
| 美國   | 2014年12月30日 | CD單曲       | 索尼 |
| 義大利 | 2015年1月16日  | 當代流行電台 | 史詩 |
| 英國   | 2015年1月18日  | 數位下載     | 史詩 |
| 德國   | 2015年2月13日  | CD單曲       | 索尼 |

## 腳註
1. ↑  雖然崔娜在2009至2011年期間獨立發行3張原聲專輯，但還是許多報導稱《招牌金曲》為她的首張錄音室專輯[4][10][11]。